# Вілла Гюґель
Вілла Гюґель — особняк XIX століття в Бреденей, нині частині Ессена в Німеччині. Він був побудований промисловцем Альфредом Круппом у 1870–1873 роках як його головна резиденція і був будинком родини Круппів до закінчення Другої світової війни. Ще недавно на віллі Гюґель розташовувалися офіси Kulturstiftung Ruhr (Рурського культурного фонду), картинна галерея, історичний архів родини та компанії Крупп, концертний майданчик.
Гюґель (Hügel) означає "горб", оскільки вілла розміщена на вершині горба. Часом віллу Гюґель називають Villa Krupp, за прізвищем родини.

## Історія
У 1864 році Альфред Крупп придбав Klosterbuschhof на пагорбі над Бреденей і перебудував його як резиденцію для своєї родини. Протягом наступних років Крупп купив додаткові землі навколо маєтку і в 1869 році розмістив оголошення в Deutsche Bauzeitung про пошук архітектора, який би втілив його задум «великої вілли» у життя. Протягом наступних років над проєктом працювало кілька архітекторів. Сам Крупп постійно втручався в роботу з новими ідеями. Він зосереджувався на сучасному та ефективному будинку: елементи дизайну були для нього другорядними, а більшість декоративних архітектурних елементів він вважав надмірними.
Фундамент було закладено у квітні 1870 року, на будівництві одночасно працювало до 800 осіб. Оскільки Альфред Крупп хотів дуже сучасний дім, вілла мала бути вогнестійкою та добре ізольованою від сонця, вітру, холоду та спеки. Він мав вікна з подвійними склопакетами, водяне опалення та інноваційну систему кондиціонування повітря. Передбачалося, що температура мала регулюватись окремо для кожної кімнати. Поруч зведено великий комплекс допоміжних будівель, включаючи приватні споруди водо-газопостачання.
Крупп наполягав на швидкому завершенні, хоча франко-прусська війна та руйнування шахтних тунелів під будівлею сповільнили будівництво. 10 січня 1873 року родина переїхала до вілли; деякі технічні характеристики не працювали, як очікувалося, тому роботи на віллі тривали й надалі.
Альфред Крупп помер у 1887 році. Сім'я й надалі користувалася віллою Гюґель, а Фрідріх Альфред Крупп і його дружина Маргарета внесли деякі значні зміни в будинок, додавши розкішні прикраси. Серед інших, на віллі гостювали керівники держав і монархи, а імператор Вільгельм II зупинявся на віллі Гюґель сім разів і відвідував її 9 разів. Сучасний вигляд вілли здебільшого зумовлений наступним поколінням Круппів, дочкою Фрідріха Альфреда Бертою та її чоловіком Ґуставом Круппом фон Болен унд Гальбахом, які найняли Ернста фон Іне для роботи над будівлею після 1912 року. Він додав дерев’яні панелі інтер’єру, а власники обставили віллу численними витворами мистецтва.
Прибудова під назвою Маленький будинок (Kleines Haus), який містив шістдесят кімнат, використовувався для домашнього арешту Альфріда Круппа після Другої світової війни. Деякі частини вілли використовувалися для розміщення членів Британської післявоєнної контрольної комісії Німеччини (CCG) протягом 1946 року. 

## Опис
Будинок має 269 кімнат і займає 8 100 м². Він розташований у парку площею 28 га, звідки відкривається вид на річку Рур і озеро Бальденейзее.
Основний комплекс складається з триповерхового будинку Wohnhaus («резиденції»), увінчаного бельведером, який спочатку містив канали для кондиціонування повітря, і триповерхового будинку Logierhaus («житлового»). Їх з’єднував зимовий сад, нині двоповерховий будинок. Конструкція підтримується залізним каркасом, який був дуже сучасним на той час. Загальний стиль оригінальної будівлі був дуже строгим прикладом пізньої неокласичної вілли; з пізнішими змінами було додано більше прикрас. В інтер’єрі першого та другого поверхів головної будівлі домінує головна зала площею понад 400 м2 (4 300 фут2). Інтер'єр кімнат першого поверху (який не є відкритим для публіки) був відносно простим.

## Сьогодення
У 1953 році сім'я Крупп відкрила свою колишню резиденцію для публіки. Відтоді тут проводяться виставки. Вілла Гюґель також служила місцем представництва групи Krupp. У 1984 році Бертольд Бейц заснував Рурський культурний фонд, який організовує великі художні та культурні виставки на віллі. Головну будівлю з багатьма історичними кімнатами можна відвідувати й тепер. У сусідньому будинку, так званому Будиночку, розміщена історична експозиція Круппа. З 1905 року на віллі також знаходиться архів Круппа.
Зала також є регулярним місцем проведення концертів Folkwang Kammerorchester Essen, ессенського камерного оркестру.

## Додаткова література
- Rede: 150 Jahre Villa Hügel. Der Bundespräsident (нім.). Процитовано 11 лютого 2023.

## Зовнішні посилання
- Офіційний сайт
- Report by WDR from 2015